# Кулюшевська сільська рада
Кулю́шевська сільська́ ра́да — колишня сільська рада в складі Каракулінського району Удмуртії, Росія. Адміністративним центром сільради було село Кулюшево.
Сільрада була утворена в 1986 році шляхом відокремлення від Каракулінської сільради. 2005 року, у зв'язку з адміністративною реформою сільрада була перетворена в Кулюшевське сільське поселення.